# Hazel Redick-Smith
Hazel Redick-Smith (21 maggio 1926 – Johannesburg, 23 giugno 1996) è stata una tennista sudafricana.

## Biografia
Durante la sua carriera giunse in finale in doppio al Roland Garros nel 1952 perdendo contro la coppia composta da Doris Hart e Shirley Fry Irvin, la sua compagna nell'occasione era Julia Wipplinger. Agli Australian Championships del 1954 giunse nuovamente in finale con Julia Wipplinger perdendo contro Mary Bevis Hawton e Thelma Coyne Long per 6-3, 8-6.
Nel 1952 nel singolo perse la finale del Swedish Open  in due set contro Julia Wipplinger.